# Minsk II

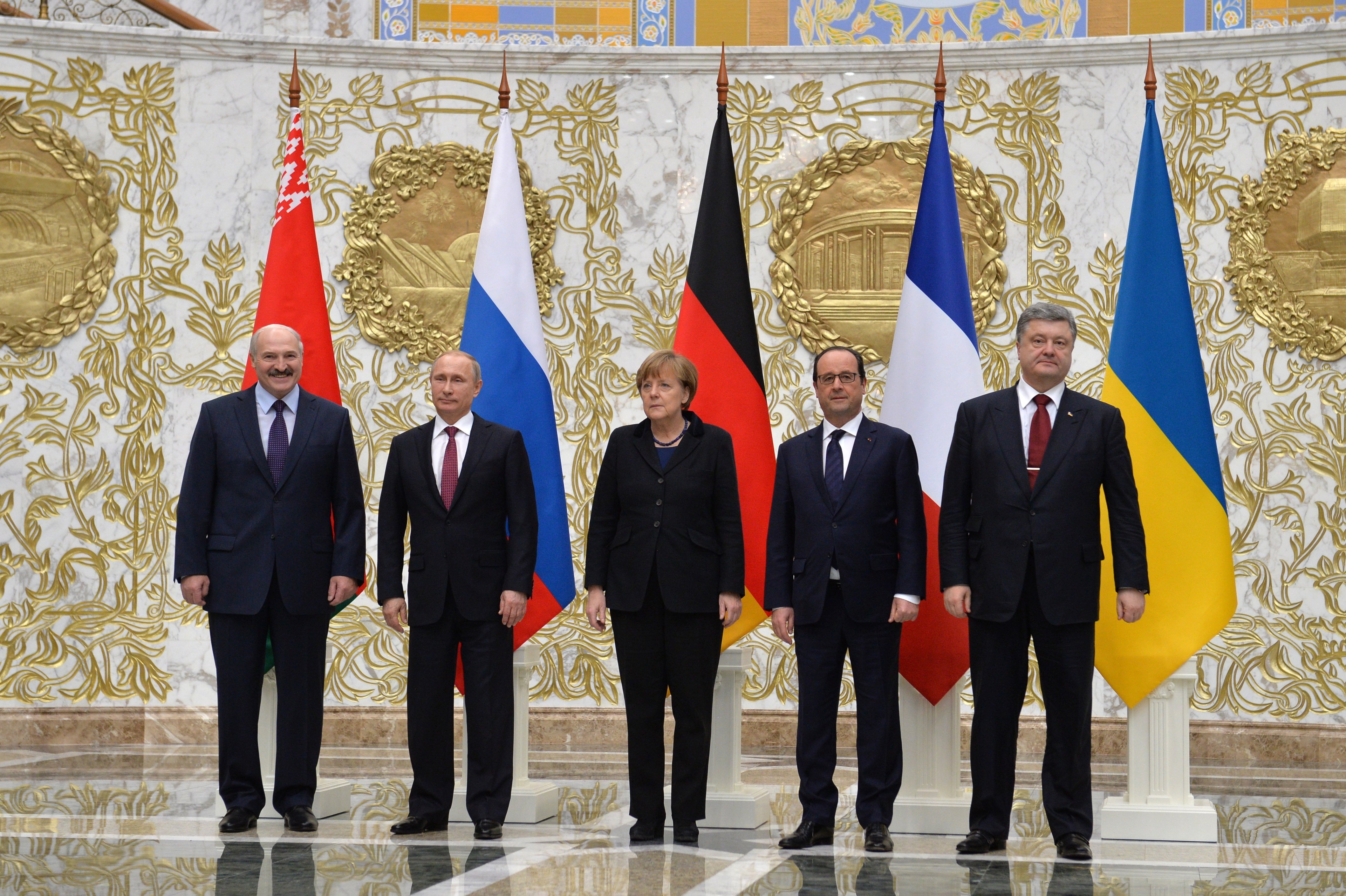
Líderes dos países negociantes e da Bielorrússia reunidos para a cimeira

Minsk II foi um acordo de 11 de fevereiro de 2015, celebrado no Palácio da Independência em Minsk, nos quais líderes da Ucrânia, Rússia, França e Alemanha concordaram com um pacote de medidas para aliviar a Guerra Civil no Leste da Ucrânia, incluindo um cessar-fogo no dia 15 do mesmo mês, confisco de armamentos pesados, libertação e anistia de prisioneiros, retirada de tropas estrangeiras e reforma constitucional (para maior autonomia das partes rebeldes) e controle de fronteiras por parte da Ucrânia no mesmo ano.
Federica Mogherini, Alta Representante da União Europeia para Política Externa e Segurança, disse que o acordo era importante, mas não definitivo, e que não esperava discutir sanções contra a Rússia. Ivica Dačić, Ministro de Assuntos Estrangeiros da Sérvia, deu total suporte ao acordo. Em 27 de dezembro de 2018, a agência de notícias Unian reportou que nenhuma provisão do acordo fora totalmente cumprida.